# BSG Aufbau Jüterbog
BSG Aufbau Jüterbog was een Duitse sportclub uit Jüterbog, Brandenburg, die bestond van 1951 tot 1966.
Na de Tweede Wereldoorlog werden alle sportclubs in Duitsland ontbonden. In het 13.000 inwoners tellende Jüterbog ontstonden enkele nieuwe sportverenigingen, waaronder SG Jüterbog West. Nadat in Oost-Duitsland vanaf 1948 het BSG-systeem ingevoerd werd nam de plaatselijke industrie de club over en maakte er BSG Industrie Jüterbog van. In 1951 nam de gemeentelijke woningbouw de club over en maakte er BSG KWU Jüterbog van en nam kort daarna de naam Aufbau aan. 
In 1966 trok de woningbouw zich terug uit de club, die daarop ontbonden werd. De voetballers sloten zich bij BSG Lokomotive Jüterbog aan. 